# جونستاون (كولورادو)
جونستاون (بالإنجليزية: Johnstown, Colorado)‏ هي بلدة تقع في مقاطعة لاريمير، كولورادو, مقاطعة ويلد، كولورادو بولاية كولورادو في الولايات المتحدة. تأسست عام 1902، تبلغ مساحتها 35 (كم²)، وترتفع عن سطح البحر 1479 م، بلغ عدد سكانها 9887 نسمة في عام 2010 حسب إحصاء مكتب تعداد الولايات المتحدة .

## وصلات خارجية
- Town of Johnstown
- The US50 - Cities and Towns in Colorado State
- Colorado Cities and Towns, Facts, Map, Flag, Colleges, Government, and More